# Зенит-19
Зени́т-19 — малоформатный однообъективный зеркальный фотоаппарат семейства «Зенит» с полуавтоматическим управлением экспозицией, выпускавшийся на Красногорском механическом заводе (КМЗ) с 1979 до 1987 года. Первоначальное название камеры: «Зенит Т-1» (опытные экземпляры). Камера комплектовалась объективами «Гелиос-44М» или более светосильным «Зенитар-М».

## Технические особенности
«Зенит-19» стал первой камерой КМЗ, оснащённой новейшим типом фокального затвора, аналогичным японскому Copal Square, но собственной разработки. Это был второй советский фотоаппарат с таким затвором после «Киева-17». В отличие от украинского полностью механического, красногорский затвор имел совершенно другую конструкцию и был энергозависимым. Электромеханическая регулировка выдержек реализована в расчёте на автоматическую модель «Зенит-18», работы над которой были начаты раньше. 
Камеры, выпущенные до 1983 года включительно оснащались затвором ФЗЛ («Фокальный Затвор Ламельный») с выдержкой синхронизации 1/60 секунды. Выдержки в диапазоне от целой секунды до 1/500 отрабатываются электромагнитной системой задержки этого затвора. Единственная механическая выдержка 1/1000 с отрабатывается без батарей питания. К 1984 году в связи с большим количеством рекламаций затвор был доработан и получил укороченную выдержку синхронизации 1/125 секунды.
TTL-экспонометр со стрелочной индикацией в поле зрения видоискателя измерял экспозицию при рабочем значении диафрагмы. Поэтому его включение совмещено с кнопкой репетира диафрагмы. Отбор света к сернисто-кадмиевому фоторезистору происходил от передней полупрозрачной грани пентапризмы, следствием чего была невысокая яркость видоискателя, как у «Зенита-TTL». Тем не менее, «Зенит-19» отображал почти всю площадь будущего кадра, что в сочетании с полным диапазоном выдержек новейшего затвора и большим выбором сменных объективов делало модель флагманом КМЗ. Камера считается лучшим резьбовым «Зенитом». Фотографы особенно ценили камеры, укомплектованные светосильным «Зенитаром», одним из лучших «полтинников» в СССР.
Общее количество выпущенных камер 121 993 штуки. В 1980 году камера с объективом «Гелиос-44М» стоила 245 рублей, а с более светосильным «Зенитар-М» 1,7/50 — 295 рублей. С середины 1982 года стал устанавливаться скрытый замок задней стенки аппарата (сблокирован с выдвиганием рулетки обратной перемотки).

## Характеристики фотоаппарата
- Тип применяемого фотоматериала — перфорированная фотокиноплёнка шириной 35 мм (фотоплёнка типа 135) в кассетах. Размер кадра — 24×36 мм.
- Корпус — литой из алюминиевого сплава, с откидной задней стенкой.
- Курковый взвод затвора и перемотки плёнки. Обратная перемотка рулеточного типа.
- Курок взвода затвора имеет транспортное и рабочее положения.
- Кнопка отключения перемотки фотоплёнки для мультиэкспозиции.
- Счётчик кадров, автоматически сбрасывающийся на «0» при открывании задней крышки фотоаппарата.
- Блокировка спусковой кнопки от случайного нажатия.
- Электромеханический ламельный затвор с вертикальным ходом металлических шторок обеспечивает диапазон выдержек от 1/1000 до целой секунды, ручную и длительную.
- Тип крепления объектива — резьба M42×1. Рабочий отрезок — 45,5 мм.
- Штатный объектив — «Гелиос-44М» 2/58 мм, «Гелиос-44М-4» 2/58 мм или Зенитар-М 1,7/50.
- Механизм прыгающей диафрагмы с приводом от затвора.
- TTL-экспонометр (заобъективная экспонометрия) с сернисто-кадмиевым (CdS) фоторезистором. Диапазон светочувствительности плёнки 16—500 ед. ГОСТ.
- Несменный фокусировочный экран — линза Френеля с микрорастром и матовым кольцом, после 1986 года — линза Френеля с микрорастром, клиньями Додена и матовым кольцом.
- Поле зрения видоискателя: 22,8×34,2 мм.
- Источник питания полуавтоматической экспонометрии и электромеханического затвора — два дисковых никель-кадмиевых аккумулятора Д-0,06[* 1] или два ртутно—цинковых элемента РЦ-53[* 2] (современный аналог РХ-625[* 3]).
- Кнопка проверки годности источников питания со светодиодным индикатором.
- Горячий башмак и дополнительный PC-разъём.
- Механический автоспуск.
- Резьба штативного гнезда — 1/4".

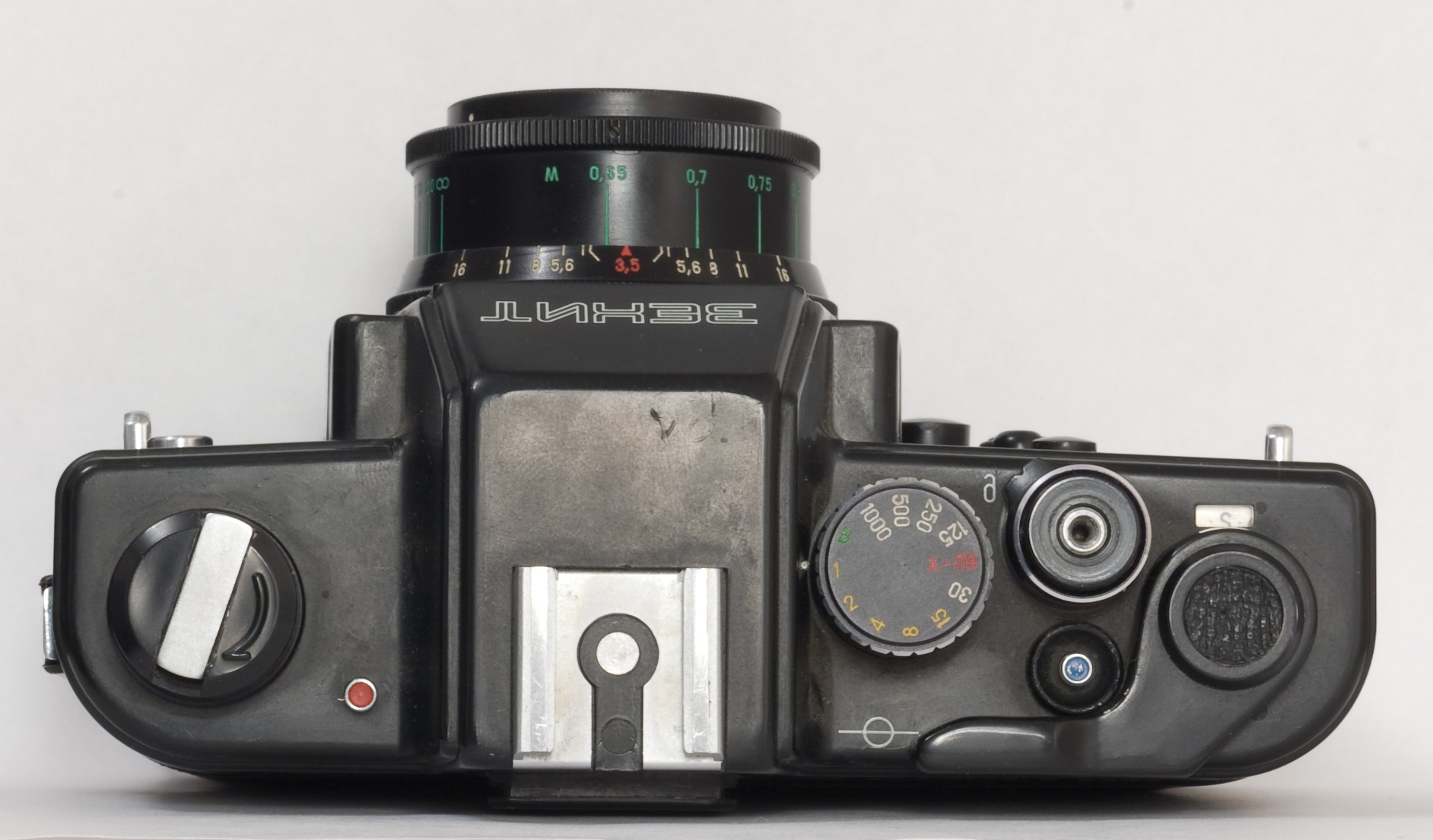
Верхняя панель, камера с объективом «Индустар-50»
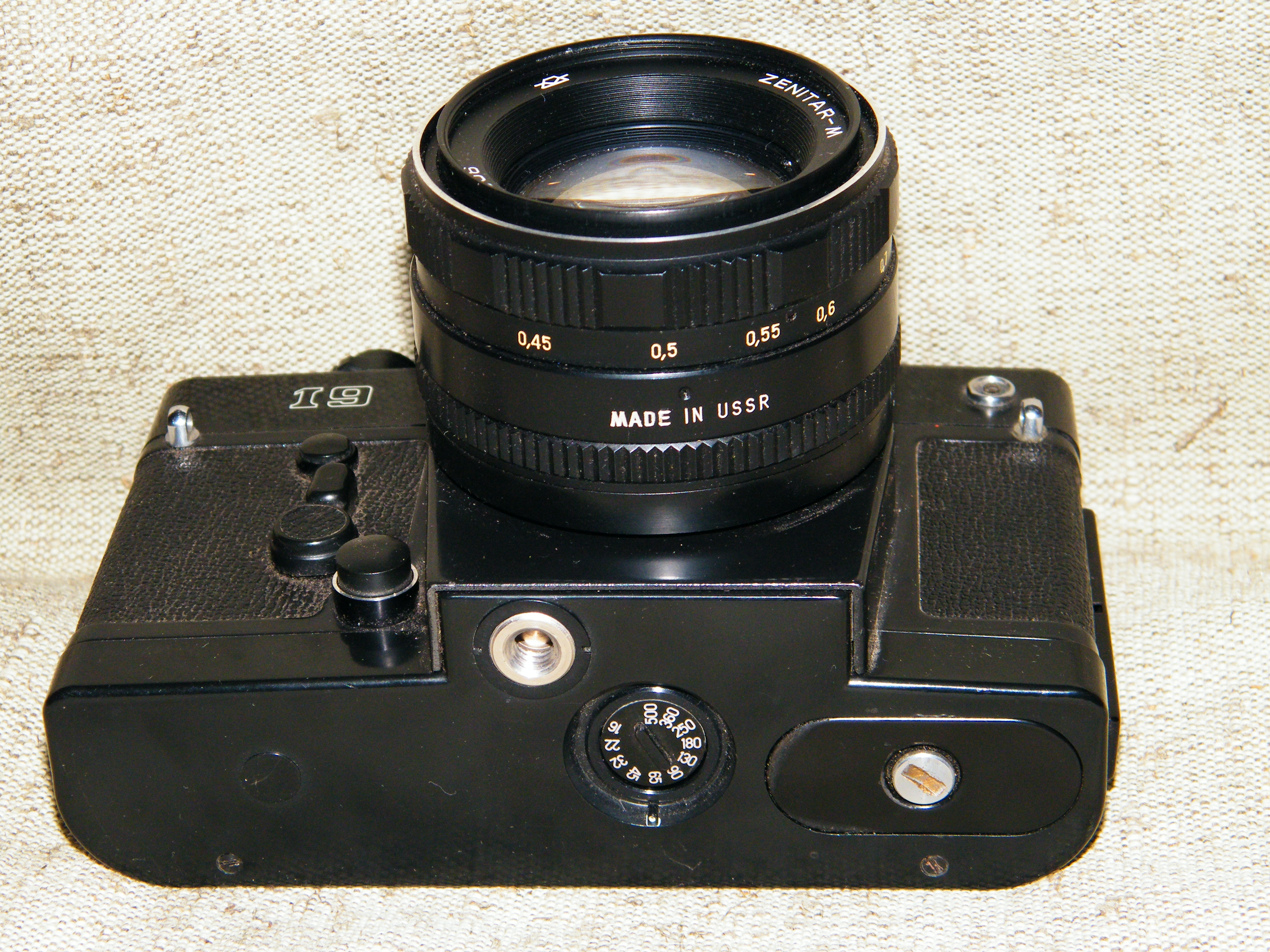
Нижняя панель
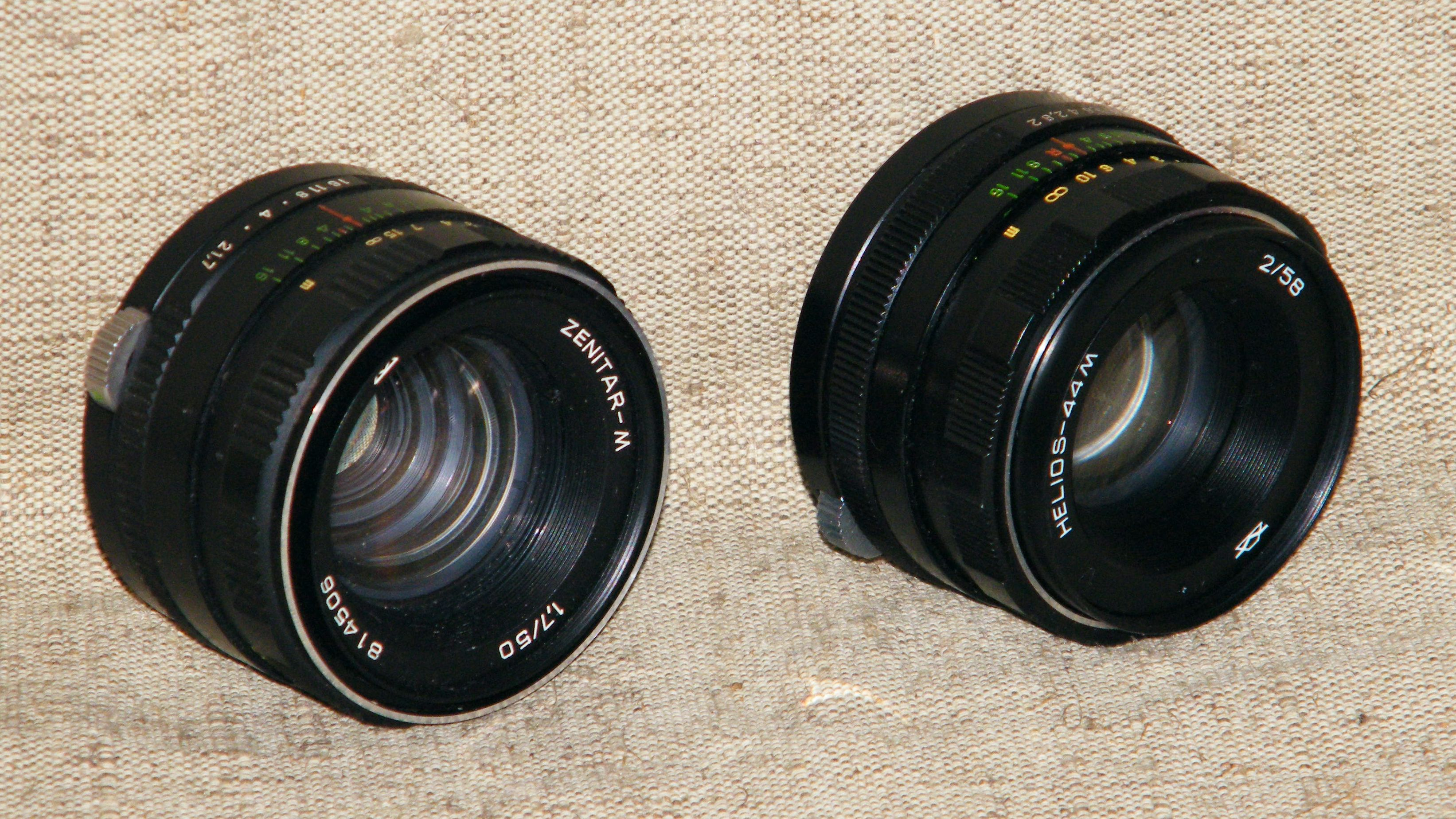
Штатные объективы «Зенитар-М» и «Гелиос-44М»

## Модификации фотоаппарата «Зенит-19»

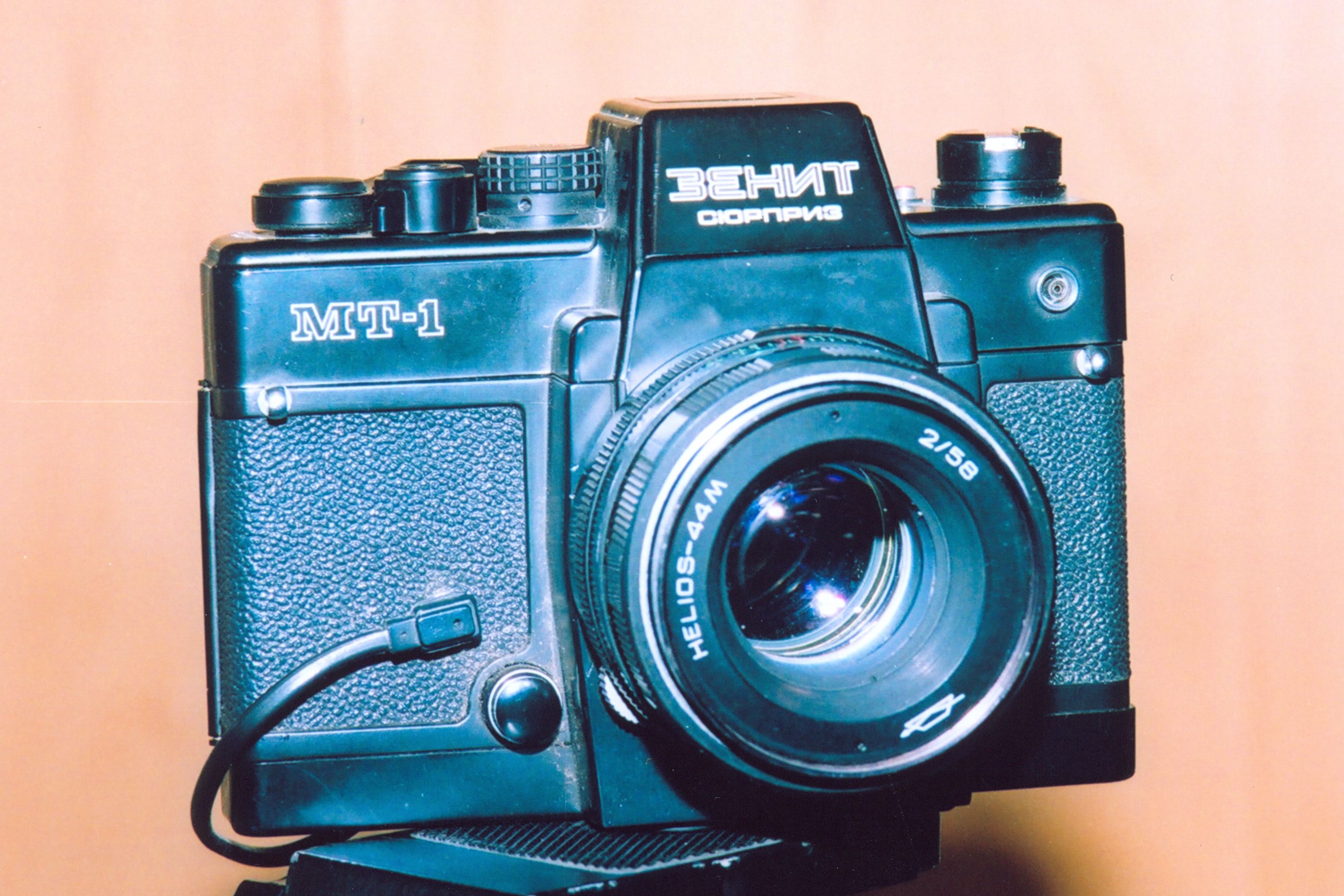
Фотоаппарат «Зенит-сюрприз МТ-1»

- На базе «Зенита-19» производился полуформатный фотоаппарат (размер кадра 18×24 мм) медицинского назначения «Сюрприз МТ-1» с байонетным креплением объектива, без экспонометра и с устройством для впечатывания в кадр служебной информации в виде цифр. Специальный объектив для присоединения к эндоскопу или адаптер-переходник.[10]
- Такой же аппарат («Сюрприз МТ-1») с резьбовым соединением M42×1/45,5, с TTL-экспонометром и с штатными объективами от «Зенита-19» поступил (в небольшом количестве) в свободную продажу.[11]
- «Зенит-18» — однообъективный зеркальный фотоаппарат с автоматической установкой экспозиции (приоритет диафрагмы); экспонометрия на открытой диафрагме. Возможна и ручная установка выдержек. Объектив «Зенитар-МЕ-1» с электрической передачей значений диафрагмы в экспонометр. В 1980—1986 годах на КМЗ выпущено более 7000 автоматических фотоаппаратов «Зенит-18».[12] Стоимость фотоаппарата в середине 1980-х годов — 540 рублей.